# Остров Верхотурова
О́стров Верхоту́рова — остров в России в Камчатском крае. Находится в Карагинском заливе. Расстояние до мыса Ильпинский на одноимённом полуострове на север 21 км, до мыса Голенищева на острове Карагиский на юг 39,2 км.
Длина острова 3,5 км, ширина 500 м. Остров имеет форму усечённого конуса с плоскогорьем в верхней части высотой до 300 м. Берега обрываются к морю крутыми скалами (кроме северо-западной части), вокруг также много подводных и надводных скал.  
Остров богат фауной, среди птиц встречается белобрюшка, занесённая в Красную книгу Камчатки. Остров Верхотурова является памятником природы, назначение которого — охрана птиц и морских млекопитающих.

## Название
Остров стал известен русским на рубеже XVII—XVIII веков, во времена первопроходцев в этих землях. Получил название по фамилии приказчика Протопопова-Верхотурова, погибшего на этом острове в 1705 году при сборе ясака с коряков. Корякское название — Чачамэ (старая женщина).

## История
Первые сведения об острове содержатся в работах С. П. Крашенинников и Г. В. Стеллера. По информации Стеллера, на острове жило много черных лисиц, которых местное население не ловило из суеверия.
Остров был описан летом 1828 года в ходе экспедиции Ф. П. Литке на шлюпе «Сенявин». Литке застал остров необитаемым, обнаружив следы временных посещений коряками.
В 1928 году специалисты Акционерного Камчатского общества, создавшие на острове Карагинском звероводческое хозяйство, выпустили на острове Верхотурова шесть пар белого песца. Песцы сильно размножились, однако вскоре их численность упала из-за миграции на полуостров Камчатка. Последних песцов на острове Верхотурова видели в 1960-х.
В 1960-70-е годы пляжи на северо-западном берегу вновь стали осваивать моржи. В 1976 году остров был объявлен комплексным заказником регионального значения, в 2009 году заказник был ликвидирован.

## В творчестве
Островам Верхотурова посвящена написанная в 1966 году песня барда Юлия Кима «К островам Верхотурова» (фрагмент):
Мы идём к островам Верхотурова,

К самым диким, глухим островам.

Там и сопки вам, и чайки, там и тундра вам,

Вся экзотика здешняя там!